# 佐々木文一

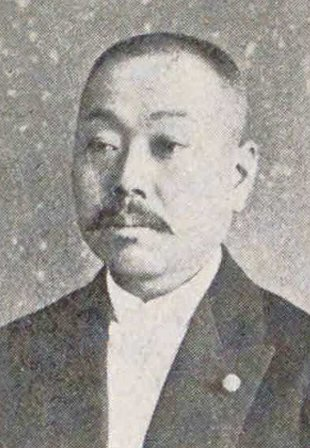
佐々木文一

佐々木 文一（ささき ぶんいち、明治元年12月15日〈1869年1月27日〉 - 昭和5年〈1930年〉1月16日）は、衆議院議員（立憲政友会）、弁護士。

## 経歴
美濃国可児郡伏見村（岐阜県御嵩町から可児市）出身。1893年（明治26年）、日本法律学校（現在の日本大学）を卒業。弁護士試験に合格し、1894年（明治27年）から開業した。
1908年（明治41年）、第10回衆議院議員総選挙に出馬し、当選。その後、4回の当選回数を数えた。
その他、神中鉄道株式会社・東北起業株式会社取締役や日本大学理事を務めた。